# Jan Lortz
Jan Lortz ps. Rozen (ur. 18 czerwca 1888 w Rozbarku, zm. 1942 w Kitob) – powstaniec śląski, działacz społeczny.

## Życiorys
Urodził się w robotniczej rodzinie. Po zakończeniu szkoły ludowej w 1902 roku pracował jako zecer a następnie dekarz. W latach 1907–1920 był aktywnym działaczem Towarzystwa Gimnastycznego „Sokół” w Bytomiu. Pomimo utraty oka został w 1915 roku wcielony do armii niemieckiej. Po powrocie z wojska był jednym z czołowych organizatorów konspiracji górnośląskiej w Bytomiu.
W 1919 w zastępstwie komendanta wydał rozkaz rozpoczęcia I powstania śląskiego w powiecie bytomskim. Uczestniczył w II powstaniu, a od grudnia 1920 był dowódcą obwodu POW (Rozbark). W kwietniu 1921 mianowany zostaje na podporucznika. W III powstaniu śląskim dowodzi I batalionem wojsk powstańczych katowickiego 1 pułku pod dowództwem Walentego Fojkisa. 
Kiedy rodzinny Bytom pozostał w granicach Niemiec, przeniósł się na krótko do Piekar Śląskich, by ostatecznie osiąść w Lipinach. Przez cały okres międzywojnia działał w Związku Powstańców Śląskich, gdzie przez pewien czas był prezesem Zarząd Głównego. Był także członkiem Śląskiej Rady Wojewódzkiej.
W 1939 walczył w szeregach samoobrony powstańczej. Opuścił Lipiny jako jeden z ostatnich obrońców rankiem 3 września. Po ewakuacji do Lwowa został inicjatorem utworzenia oraz szefem sztabu kilkusetosobowej grupy śląskiej w Okręgu ZWZ Lwów-Zachód. Za swoją działalność przymusowo zesłany w głąb ZSRR. Zgłosił się do Wojska Polskiego, lecz w 1942 na skutek ciężkiej choroby zmarł w Kitob, w Uzbekistanie.

## Ordery i odznaczenia
- Krzyż Srebrny Orderu Virtuti Militari (1922)
- Krzyż Kawalerski Orderu Odrodzenia Polski (9 listopada 1932)[4]
- Krzyż na Śląskiej Wstędze Waleczności i Zasługi kl. I (nr 19)